# اتحاد مدريد الملكي لكرة القدم
اتحاد مدريد الملكي لكرة القدم (بالإسبانية: Real Federación de Fútbol de Madrid) هي الهيئة الإدارية لرياضة كرة القدم في منطقة مدريد بإسبانيا. مقرها الرئيسي في مدينة مدريد.

## وصلات خارجية
- (بالإسبانية)